# Ведова, Эмилио
Эмилио Ведова (итал. Emilio Vedova; 9 августа 1919, Венеция — 26 октября 2006, там же) — итальянский художник-абстракционист, один из крупнейших представителей информальной живописи в Италии. Один из создателей нового фронта искусств. 

## Жизнь и творчество
Свою творческую деятельность Э. Ведова начал в 1930 году как ученик фотографа и реставратора, затем в период с 1936 по 1943 год работал в Риме, Флоренции и Венеции. В начале 1950-х годов, когда абстрактное искусство под лозунгом «Абстракция как мировой язык» становилось всё более популярным среди молодёжи, Э. Ведова становится одним из ведущих художников — абстракционистов Италии. В общем и целом будучи художником — одиночкой, в 1952—1953 годах мастер участвует в деятельности художественной группы «Группо дель Отто».
В 1947 году Э. Ведова впервые принимает участие в Венецианской биеннале, а в 1960 году ему там присуждается Большой Приз. Был постоянным участником выставок немецких абстракционистов документа 1-3 в Касселе (1955, 1959, 1964). Затем, после длительного перерыва — в «документа 7», в 1982 году.
Умер в родной Венеции, похоронен на острове Сан-Микеле.

## Стиль
Живописи Э. Ведова характерна чёрно-белая композиция. Здесь его творчество имеет общие черты с работами Франца Клайна. Чёрное и белое буквально борются между собой на полотнах мастера, в сопровождении некоторых других красок, среди которых предпочтение отдаётся красной и синей. Краски накладываются резкими, сильными мазками. На поверхности картин нет ясного образа, нет направлений или центра. Живопись художника показывает спонтанность, противоречия и открытость процесса творчества.
Э. Ведова понимал своё творчество и как художественность, и как политическое искусство, даже в том случае, если в нём отсутствовало конкретное реалистическое или иллюстративное изображение. Многие его работы, зачастую созданные в виде абстрактных циклов картин, носили политические названия, как, например, созданная в 1964 году большая серия рисованных с обеих сторон картин на деревянных щитах, под названием «Берлинский дневник абсурда». Этот цикл указывал на трагедию разделённого, разорванного на части города.